# Tjällmo socken
Tjällmo socken i Östergötland ingick i Finspånga läns härad, ingår sedan 1974 i Motala kommun och motsvarar från 2016 Tjällmo distrikt.
Socknens areal är 202,47 kvadratkilometer, varav 191,38 land. År 2000 fanns här 1 161 invånare. Tätorten Tjällmo med sockenkyrkan Tjällmo kyrka ligger i denna socken. 

## Administrativ historik
Tjällmo socken har medeltida ursprung. 
Vid kommunreformen 1862 övergick socknens ansvar för de kyrkliga frågorna till Tjällmo församling och för de borgerliga frågorna till Tjällmo landskommun. Landskommunen ingår sedan 1974 i Motala kommun.
Den 1 januari 2016 inrättades distriktet Tjällmo, med samma omfattning som församlingen hade 1999/2000.  
Socknen har tillhört samma fögderier och domsagor som Finspånga läns härad. De indelta soldaterna tillhörde  Första livgrenadjärregementet, Vreta Klosters kompani och Andra livgrenadjärregementet, Bergslags kompani.

## Geografi
Tjällmo socken ligger söder om Tylöskogen. Socknen är i söder en slättbygd och i väster och i norr en kuperad skogsbygd.

## Fornlämningar
Kända från socknen är lösfynd och en boplats från stenåldern samt gravar och stensättningar från järnåldern.Exempel på lösfynd är den medeltida guldring, med en röd sten, som hittades vid potatisupptagning i oktober 1860 av en dräng på prostgårdens ägor. Ringen finns att se på Statens Historiska Museeum och kallas i folkmun "Tjällmoringen".

## Namnet
Namnet (1369 Thiälmo) kommer från prästgården. Förleden är oklar, kan hänga samman med tjäle, 'hård mark'. Efterleden är mo, 'sandig mark'.

### Fotnoter
1. 1 2  Svensk Uppslagsbok andra upplagan 1947–1955: Tjällmo socken
2. 1 2  Harlén, Hans; Harlén Eivy (2003). Sverige från A till Ö: geografisk-historisk uppslagsbok. Stockholm: Kommentus. Libris 9337075. ISBN 91-7345-139-8
3. ↑  Administrativ historik för Tjällmo socken (Klicka på församlingsposten). Källa: Nationella arkivdatabasen, Riksarkivet.
4. 1 2  Sjögren, Otto (1931). Sverige geografisk beskrivning del 2 Östergötlands, Jönköpings, Kronobergs, Kalmar och Gotlands län. Stockholm: Wahlström & Widstrand. Libris 9939
5. 1 2  Nationalencyklopedin
6. ↑  Fornlämningar, Statens historiska museum: Tjällmo socken
7. ↑  Fornminnesregistret, Riksantikvarieämbetet: Tjällmo socken Fornminnen i socknen erhålls på kartan genom att skriva in sockennamn (utan "socken") i "Ange geografiskt område"
8. ↑   http://mis.historiska.se/mis/sok/fyndlokal.asp?lokalid=3775
9. ↑  Mats Wahlberg, red (2003). Svenskt ortnamnslexikon. Uppsala: Institutet för språk och folkminnen. Libris 8998039. ISBN 91-7229-020-X. https://isof.diva-portal.org/smash/get/diva2:1175717/FULLTEXT02.pdf